# مايكل تالبوت
مايكل تالبوت (بالإنجليزية: Michael Talbott)‏ هو ممثل أمريكي من مواليد 2 فبراير 1955. قام بدور المحقق ستانلي سويتك في المسلسل التلفزيوني الدرامي الأمريكي ميامي فايس (1984-1989).

## بداية حياته
ولد مايكل في 2 فبراير 1955 في ويفرلي ، أيوا لوالديه كاي وجون تالبوت.

## العمل المهنى
اشتهر تالبوت بدور البطولة في دور المحقق ستانلي سويتك في المسلسل التلفزيوني الثمانينيات "ميامي فايس" . تشمل أعماله التلفزيونية الأخرى الهريس وسانفورد وابنه و ذا جيفرسونز وثمانية يكفي وسلسلة أخرى.
ظهر في عدد من الأفلام، حيث لعب دور الفتوة في كاري ، محطم الحفلة في فيلم الأربعاء الكبير، ورجل دورية على الطريق السريع في فيلم بأي طريقة تستطيع، وسائق حيلة متهور في فيلم السيارات المستعملة، وكيل عقارات فيلم مانهونتر، ونائب متردد في فيلم الدم الأول تالبوت كان له دور صغير في إجازة الهجاء الوطنية ولكن مشهده تم تحريره من المقطع النهائي، على الرغم من أن شخصيته «كاوبوي» تظهر في صورة أثناء الاعتمادات النهائية، ويظهر اسمه في الاعتمادات أيضًا.

## الحياة الشخصية
تالبوت مؤيد صريح وعضو في الجمعية الوطنية للبنادق. يعيش حاليًا في مسقط رأسه ويفرلي بولاية أيوا.
في عام 2011، كان أيضًا متحدثًا / مقدمًا لشركة بانتيو للإنتاج، وهي شركة إنتاج وموزع للأسلحة النارية ومقاطع الفيديو التكتيكية.

## الأعمال

### الأفلام
| عام  | عنوان                          | وظيفة             | ملاحظات   |
| ---- | ------------------------------ | ----------------- | --------- |
| 1974 | بيج باد ماما                   | ابن الشريف        |           |
| 1976 | كاري                           | فريدي             |           |
| 1977 | لم الشمل                       |                   | أيضا مدير |
| 1978 | الأربعاء الكبير                | خنزير             |           |
| 1980 | السيارات المستعملة             | سخرية             |           |
| 1980 | العبث حولها                    | طين               |           |
| 1980 | بأي طريقة تستطيع               | الضابط مورغان     |           |
| 1981 | ماما أعز                       | سائق              |           |
| 1982 | اول دماء                       | نائب بالفورد      |           |
| 1983 | القلب مثل العجلة               | مذيع إنجليشتاون   |           |
| 1983 | إجازة الهجاء الوطنية           | كاوبوي            |           |
| 1984 | السباق مع القمر                | مشروع قانون       |           |
| 1986 | مانهونتر                       | جيهان             |           |
| 1988 | أميال من المنزل                | مالك بيك اب       |           |
| 1988 | الذهاب إلى الكنيسة             | مارتي             |           |
| 1990 | ليتل فيغاس                     | لينوس             |           |
| 1991 | مذنب حسب التهمة الموجهة        | عصفور             |           |
| 1992 | حرارة الغروب                   | عامل البار        |           |
| 1992 | بطل                            | ضابط شرطة الولاية |           |
| 1993 | العمل على الاندفاع             | ملفين             |           |
| 1995 | الكابتن Nuke و The Bomber Boys | شخص حثالة         |           |
| 2014 | سال وجون                       | إسحاق جوثري       | فيلم قصير |

### الأعمال التلفزيونية
- الرياضة الدم
- الأب غير المتزوج
- ؟ إذا كنت أحبك، هل أنا محاصر إلى الأبد
- شوارع سان فرانسيسكو
- سانفورد وابنه
- امرأة الشرطة
- با با الخراف السوداء
- ميت الليل
- كينغستون: سري
- الهريس
- جيمس في 15
- بدء سارة
- موت في كنعان
- دونما سابق إنذار، على حين غرة، فجأة
- موجات العنبر
- لسباق الريح
- لو جرانت
- ثمانية تكفي
- هذه كيت بينيت...
- بسالة غير شائعة
- يوم الذكرى
- الفزاعة والسيدة الملك
- إغواء جينا
- جيفرسون
- باي سيتي بلوز
- السيارات المستعملة
- ميامي فايس
- الفراغ
- بوكر
- سكر وبهارات
- الأب الهارب
- جاك ريد: وسام الشرف
- القتال فيتزجيرالد
- في الخارج
- ثلاثة فئران عمياء

## روابط خارجية
- مايكل تالبوت في قاعدة بيانات الأفلام على الإنترنت